# Wyspa skarbów (film 1990)
Wyspa skarbów (ang. Treasure Island) – film przygodowy z 1990 roku, zrealizowany jako kolejny film według powieści Roberta Louisa Stevensona o takim samym tytule.

## Fabuła
Młody Jim Hawkins przypadkowo spotyka starego marynarza, od którego słyszy historię o skarbie ukrytym przez pirata – kapitana Flinta, na jednej z wysp. Po przedstawionych dowodów istnienia legendarnej Wyspy Skarbów, Jim namawia dziedzica Tralawneya i dr. Livesey'a do wynajęcia załogi i wyruszenia w morze w poszukiwaniu wyspy i skarbu. Nikt nie przypuszcza, że wśród wynajętych marynarzy są dawni kompani kapitana Flinta
W filmie wykorzystano żaglowiec zbudowany w 1960 roku na potrzeby filmu Bunt na Bounty.

## Obsada
- Charlton Heston – Długi John Silver
- Christian Bale – Jim Hawkins
- Christopher Lee – Ślepy Pew
- Pete Postlethwaite – George Merry
- Clive Wood – kapitan Smollet
- Julian Glover – doktor Livesey
- Michael Thoma – Hunter
- Michael Halsey – Israel Hands
- James Coyle – Morgan
- James Cosmo – Redruth
- Oliver Reed – kapitan Billy Bones